# Museo de Sant Cugat

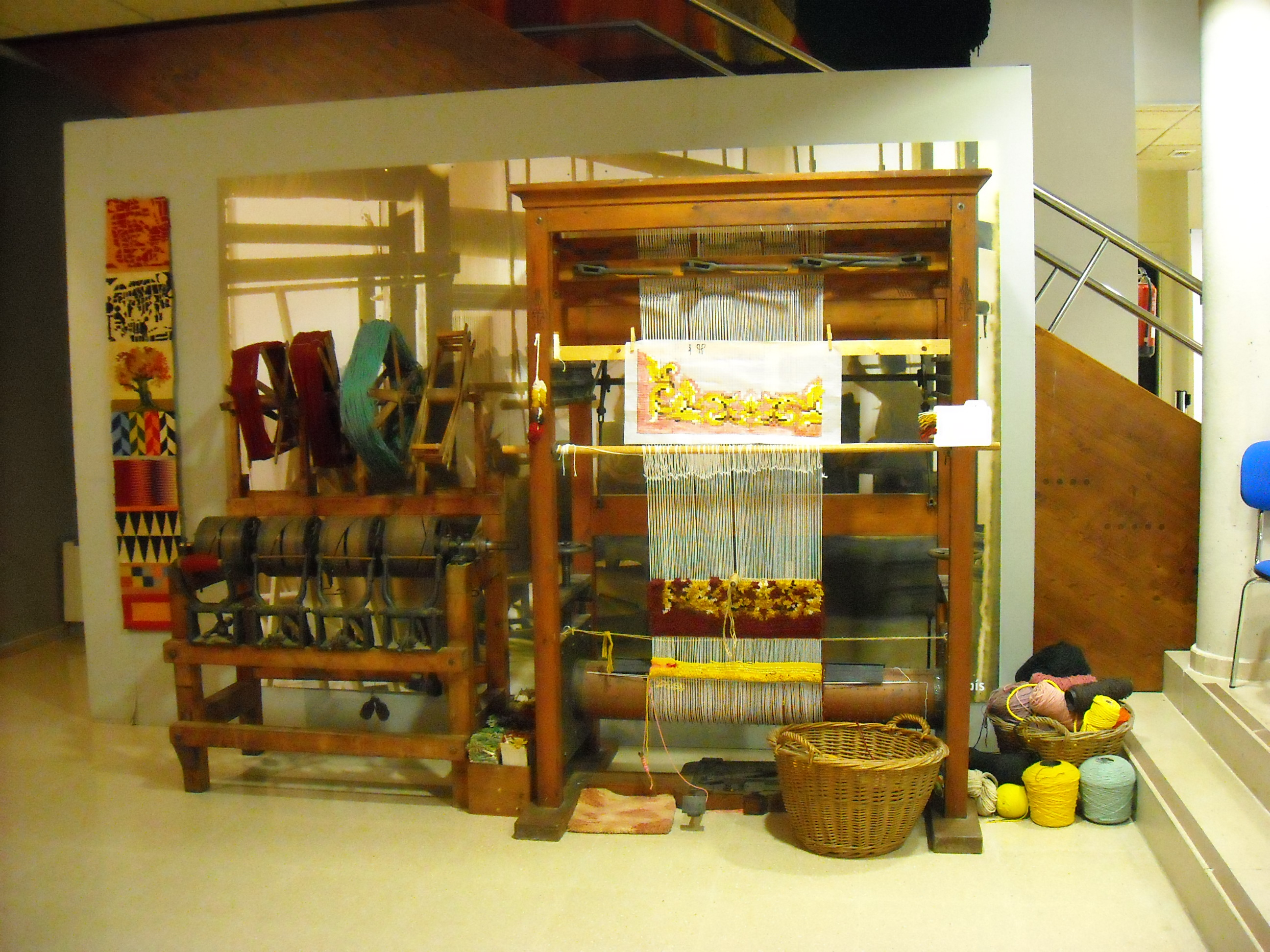
Exposición permanente de la Casa Aymat

El museo de San Cugat se inauguró el 23 de abril de 2003 con la misión de velar por la conservación y la difusión del patrimonio histórico, artístico y cultural de San Cugat del Vallés. El Museo tiene dos sedes: el monasterio de San Cugat y la Casa Aymat. Ambos espacios disponen de zonas habilitadas para exposiciones temporales relacionadas con el arte, la historia y el patrimonio local y universal. El museo prevé incorporar próximamente otras subsedes, como la bodega modernista construida por Cèsar Martinell en 1921 para la cooperativa vitivinícola de San Cugat y la villa romana de Can Cabassa. En paralelo, el Museo trabaja en la recuperación del patrimonio y la memoria histórica del pueblo, organizando de manera periódica itinerarios para dar a conocer la historia y el patrimonio local.
El museo de San Cugat está integrado en la Red de Museos Locales de la Diputación de Barcelona.

## Sedes

### Monasterio de San Cugat
El Monasterio de San Cugat, construido entre los siglos IX y XIV, es la sede principal del Museo. La visita al claustro y a la iglesia se complementa con las salas situadas alrededor del claustro, musealizadas como centro de interpretación de los monasterios medievales. La exposición permite descubrir la arquitectura de los monasterios, cómo se tallaban los capiteles románicos, qué es la regla de San Benito y cómo evolucionó el Monasterio de Sant Cugat desde su fundación hasta la desamortización de Mendizábal, en 1835.
La sede del Monasterio se reparte en dos plantas: en la planta baja se encuentran la sala capitular, el claustro, la exposición "Un monasterio románico" y los restos de la iglesia paleocristiana. En el primer piso se puede visitar una exposición sobre Pere Ferrer y se encuentran también las aulas didácticas del museo. En el segundo piso del claustro, construido a mediados del siglo XVI, también se encuentran salas de exposición y obras itinerantes.

### Exposición permanente Casa Aymat
La Casa Aymat, subsede del Museo de Sant Cugat, fue construida en 1926 como fábrica de alfombras y tapices de Tomàs Aymat, convirtiéndose posteriormente en sede de la Escuela Catalana del Tapiz. Actualmente acoge el Museo del Tapiz Contemporáneo y muestra la evolución de las actividades realizadas en el edificio, desde los inicios tradicionales y novecentistas de Tomàs Aymat hasta la Escuela Catalana del Tapiz con Josep Grau-Garriga como representante más destacado. La exposición incluye cartones y tapices de Subirachs, Ràfols-Casamada, Guinovart y Hernàndez Pijuan, entre otros.

### Bodega Modernista
La Bodega Modernista, construida en 1921 por Cèsar Martinell, acoge una exposición permanente estructurada a partir de tres ejes temáticos:
1. Un ámbito introductorio explica el contexto histórico en el cual se fundó en 1921 la cooperativa Sindicat Vitivinícola i Caixa Rural de Sant Medir y se construyó la bodega cooperativa. Son temas centrales la crisis alrededor de la viña y la elaboración del vino a finales del siglo XIX, el cooperativismo, la enología científica y la innovación industrial y arquitectónica como vías para salir de la crisis. La evolución de la cooperativa de Sant Cugat completa este ámbito.
2. El espacio 'La elaboración del vino' muestra el proceso de la vinificación que se seguía en la bodega, desde el momento de la vendimia en las viñas hasta la obtención del vino preparado para ser comercializado. El recorrido incluye la maquinaria e infraestructura conservada: prensa, vagonetas, básculas, lagares y tolvas, así como el sistema de transmisión de energía a través de embarrados y poleas.
3. El tercer ámbito museístico, 'Un edificio calculado' ofrece la evolución y la adaptación del magnífico proyecto de Cèsar Martinell para la bodega cooperativa de Sant Cugat a la realidad de cada momento, centrando su atención en los aspectos más relevantes de la arquitectura industrial.